# Zinat
Zinat (Zentralatlas-Tamazight ⵣⵉⵏⴰⵜ) ist eine Kleinstadt mit ca. 3000 Einwohnern in der Provinz Tétouan in der Region Tanger-Tétouan-Al Hoceïma. Gleichzeitig ist Zinat der Hauptort einer aus mehreren Dörfern bestehenden Landgemeinde (comune rurale) mit insgesamt ca. 8500 Einwohnern.

## Lage und Klima
Zinat liegt im Rifgebirge ca. 16 km südwestlich von Tétouan nahe der Straße (N2) nach Chefchaouen in einer Höhe von ca. 300 m. Das Klima ist in hohem Maße vom Mittelmeer beeinflusst; Regen (ca. 300–400 mm/Jahr) fällt überwiegend im Winterhalbjahr.

## Bevölkerung
| Jahr      | 1994 | 2004 | 2014 | 2024 |
| Einwohner | 5565 | 6539 | 7669 | 8214 |

Die Einwohner sind zumeist zugewanderte Berber aus anderen Teilen des Rifgebirges; man spricht hauptsächlich Marokkanisches Arabisch.

## Wirtschaft
Lebensgrundlage der Gemeinde ist immer noch die Landwirtschaft. Einige Bewohner arbeiten auch in Tétouan.

## Geschichte
Am 16. Juni 1903 attackierten Truppen von Mulley Ahmed, (Chérif de Ouezzane) Zinat, enthaupteten einen Mann im Haus von Ahmed ben Mohammed el-Raisuli, nahmen seinen Kopf als Trophäe mit, zündeten das Haus an und stahlen Vieh. Walter Burton Harris wollte aufklären, ob Raisuli tot ist, wurde jedoch von dessen Männern gefangen genommen und in der Hausruine neun Tage festgehalten. Die Anhänger von Raisuli forderten für die Freilassung von Harris die Freilassung von zunächst zwölf Stammesangehörigen aus der Hand der Zentralregierung in Fès unter Abd al-Aziz (Marokko). Als wenig später die Forderung auf 56 erhöht wurde, ließ Harris die Forderung an den britischen Botschafter übermitteln. Laut seiner Darstellung in Marokko as it was, drohte er damit, dass die gefangenen 56 Stammesangehörigen im Fall seines Todes getötet und verbrannt würden, was nach seiner Vorstellung die Möglichkeit einer Auferstehung nehmen würde und angeblich die Forderung wieder auf 12 reduziert hätte. Harris zeigte begeistert seinen Glauben an die Überlegenheit gegenüber dem Mohr. In einem Küchenschrank von Raisuli fand Harris den Sultanserlass (dahir), mit welchem Bou Hamara Raisuli zum Gouverneur der Bergstämme von Nordwest-Marokko bestellte. Nach nur neun Tagen Gefangenschaft wurde die Geisel Harris dem Stamm der Anjera herausgegeben und in das Dorf des Sheikh Duas gebracht.
Knapp ein Jahr später, am 18. Mai 1904, ließ Raisuli die US-Amerikaner Ion Perdicaris und Cromwell Varley entführen. Raisulis Haus in Zinat wurde unterdessen festungsartig ausgebaut. Auf internationalen Druck – in der Bucht von Tanger waren inzwischen französische und spanische Kriegsschiffe positioniert – ließ Abd al-Aziz das Dorf Zinat am 5. Januar 1907 angreifen; in der folgenden Nacht wurde es geräumt. Am 6. Januar 1907 wurde Zinat, unter Anleitung von Si Abderrahman ben Sedira, einem algerischen Harki, mit Kanonen beschossen, gestürmt, geplündert und niedergebrannt.
In den Jahren von 1912 bis 1956 gehörte der Ort zu Spanisch-Marokko. Zwischenzeitlich war der europäische Einfluss durch den Rifkrieg (1921–1926) gefährdet.

## Sehenswürdigkeiten
Der ca. 1,5 km westlich von Zinat gelegene Stausee Lac Barrage Martil ist ein beliebtes Ausflugsziel.